# Amerila kiellandi
Amerila kiellandi är en fjärilsart som beskrevs av Hauser och Boppre 1977. Amerila kiellandi ingår i släktet Amerila och familjen björnspinnare. Inga underarter finns listade i Catalogue of Life.